# ヒルデスハイム

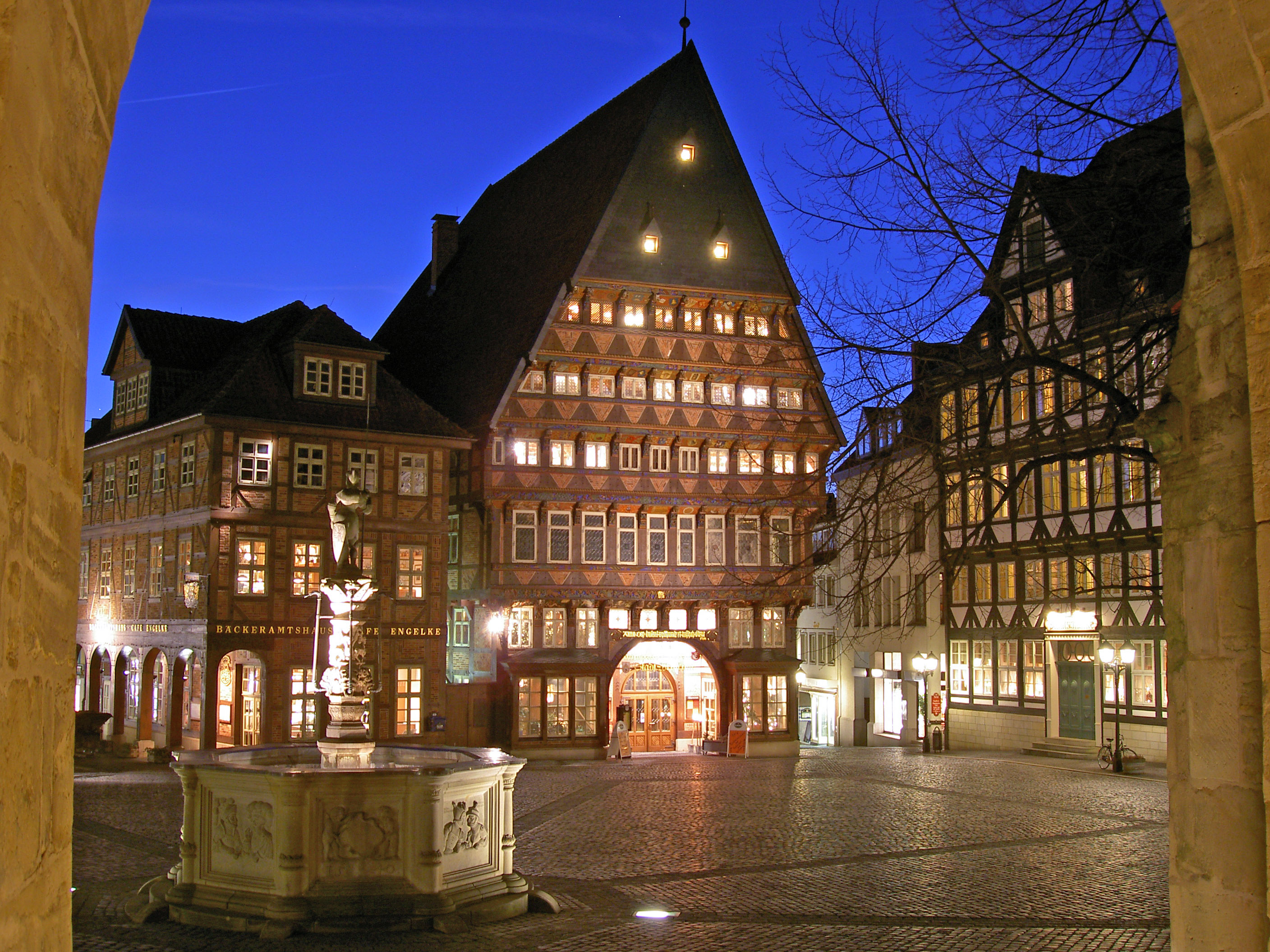
中世風の街角（戦後に再建）

ヒルデスハイム（Hildesheim）はドイツの都市。ニーダーザクセン州南部の都市であり、約10万3千人（2002年）の人口を有する。また、世界遺産に登録されている ヒルデスハイムの聖マリア大聖堂と聖ミヒャエル教会がある。

## 地勢
ブロッケン山などがあるハルツ山地の北方で、北ドイツ平原の南に位置する。また、ヴェーザー川とエルベ川の間にもあたる。
市街は古い町並みを見せ、郊外には金属・電機・ゴム・精密機械・化学などの工場が控える。
近隣の都市としては、約40キロ北東にブラウンシュヴァイク、30キロ北北西にハノーファーが位置する。

## 歴史
中世から近世にかけては聖俗両面で有力な都市であった。また、学問の分野でも「中心地」と評される。
フランドル地方とドイツ東部を結ぶヘルヴェーク（Hellweg）街道沿いの8世紀の商人集落とその南に建てられた大聖堂（Domburg）を中心に形成された。大聖堂は、815年頃 ルートヴィヒ1世によって設置されたヒルデスハイム司教座（司教区はマインツ首都大司教管区（Kirchenprovinz Mainz）の一部）の聖堂である。司教ベルンヴァルト（Bernward; 993-1022）および司教ゴーデハルト（Godehard; 1022-1038）の許で市域は東に発展し、1030年頃、上記東西に走る街道が バルト海に通じる南北に走る街道と交わる地点にアンドレアス教会（Andreaskirche）と新しい市場が造られた。ヒルデスハイム司教はかねてからフルダ修道院長と確執があったが、1063年 ゴスラーでのハインリヒ4世臨席の 聖霊降臨祭のミサの最中には、教会の中で両者の配下の者たちが武器を振りかざして渡り合うという不祥事が引き起こされている。
10世紀末から11世紀にかけてマインツ大司教とガンダースハイム帝国律院（Reichsstift Gandersheim）の所有をめぐって対立した。その後、司教区内の整備が進み、15世紀末には教会の数は334にまで達し、1500年頃の司教座教会主席助祭教区（Archidiakonat）は34と記録されている。司教は領邦君主としての支配を進め、王権の支援も得て大公（Herzog）のような地位を獲得した。1100年頃には、司教は周辺の伯たちを封臣（Lehnsleute）にし、自らのミニステリアーレらを伯たちの居城に配置した。1300年頃司教領は最大の拡大をみた。一方で司教の都市ヒルデスハイムでの影響力は後退した。司教領は周囲をヴェルフェン家の本拠地に囲まれていたのでブラウンシュヴァイク大公と対立した。
歴代の司教はザクセン朝 ザーリアー朝 ホーエンシュタウフェン朝の王・皇帝とも深く結びついていた。また学問・芸術の奨励者でもあった。一方、都市ヒルデスハイムは1217年には市庁舎を有し、1236年には 参事会を置いている。1249年には都市の自治（Rechte der Stadt）が認められた。 13世紀から15世紀にかけて市の繁栄は頂点に達したが、毛織物の取引とビールの販売がその経済の中心を占めていた。1583年、市域（städtisches Gemeinwesen） 75,4 haに1万人が居住していた。 15世紀・16世紀ドイツのハンザ都市を放浪するティル・オイレンシュピーゲルは、ある時ヒルデスハイムの豪商に料理人として雇われ、いたずらをしている。
世俗化（Säkularisation）の後の司教領の人口は132000人を数えた。その後、1802年から 1807年まで司教領はプロイセンに、1807年から 1813年までヴェストファーレン王国（Königreich Westphalen）に、1813年以降 ハノーファーに属し、その状態で1866年にプロイセンに帰属した。1946年11月1日以降はニーダーザクセン州の一部となっている。ヒルデスハイム司教区は1992年/ 1994年ハンブルク大司教区（Erzdiözese Hamburg）に属している。

1367年にはハンザ同盟に加盟した。第二次世界大戦で、歴史的建造物を含む街の多くが破壊されたが、現在までにその多くが再建され、かつての中世風の町並みも再現されている。
文献に最初に見られる地名表記は、1004年の ≫Hiltenesheim≪ である。古いドイツ語の人名 ≫Hildin≪ あるいは ≫Hildini≪（「戦い」に関わる語）に由来するとされている。一方、≫Hilduinesheim≪  という表記も伝わっている。これは、ヒルデスハイム司教区を設置したルートヴィヒ1世の王室礼拝堂主任司祭（Erzkaplan）を務めたヒルドゥイヌス（Hilduinus; イルドゥワン Hilduin）に因んだ表記かもしれない。彼は826年ローマから聖セバスティアヌスの聖遺物を入手し、自身が修道院長を務めるソワッソンのサン・メダル（St-Médard）修道院にそれを奉遷して「大きなセンセーションを呼んでいた」人物である。彼はまた、パリ近郊のサン・ドニ修道院の院長でもあった。一方、グリム兄弟『ドイツ伝説集』には、ルートヴィヒ1世による聖母教会建設に因むとする伝説が採り上げられている。
1705年創刊の「ヒルデスハイマー・アルゲマイネ新聞」（Hildesheimer Allgemeine Zeitung）は2023年7月1日から世界最古の日刊紙となっている（それまでの世界最古の日刊紙は1703年創刊の「ウィーン新聞」Wiener Zeitung）。

## ゆかりの人物
- ライナルト・フォン・ダッセル（Rainald von Dassel; 1120年頃-1167年8月14日）ヒルデスハイム大聖堂付属学校（Domschule von Hildesheim）で学び、同聖堂参事会主席（Dompropst）を務め、神聖ローマ皇帝フリードリヒ1世の宰相として活躍し、ケルン大司教として東方三博士の聖遺物をケルン大聖堂にもたらした[16]。
- ルドルフ・ファン・コーレン - 16世紀～17世紀初頭の数学者。円周率の計算で知られる。
- ハンス・クレブス - 化学者・医師
- オスカー・シンドラー - この地で亡くなった
- アズリエル・ヒルデスハイマー Azriel Hildesheimer - 現代正統派ラビ
- アドルフ・フルヴィッツ - 数学者
- ダイアン・クルーガー - 女優

## 姉妹都市
- - アングレーム、フランス
- - Al Minya、エジプト
- - ウェストン・スパー・メア、イングランド
- - パダン、インドネシア
- - ハレ、ドイツ
- - ゲレンジーク、ロシア
- - ノースサマセット、イングランド
- - パヴィア、イタリア

## アクセス
- ハノーファーより鉄道あり[3]。

## 引用
1. ↑  Landesamt für Statistik Niedersachsen, LSN-Online Regionaldatenbank, Tabelle A100001G: Fortschreibung des Bevölkerungsstandes, Stand 31. Dezember 2023
2. 1 2 3 4  辻本敬子／ダーリング常田益代『ロマネスクの教会堂』2003年、80頁。ISBN 4-309-76027-9。
3. 1 2  三省堂編修所 編『コンサイス 外国地名事典』（3版）三省堂、1998年、809頁。ISBN 4-385-15338-8。
4. ↑  “ヒルデスハイム”.  コトバンク. 2014年9月5日閲覧。
5. ↑  “ヒルデスハイムの大聖堂”.   NHK. 2014年9月5日閲覧。
6. 1 2   Dieter Berger: de:Duden, geographische Namen in Deutschland: Herkunft und Bedeutung  der Namen von Ländern, Städten, Bergen und Gewässern, Bibliographisches Institut, Mannheim/Wien/Zürich 1993 (ISBN 3-411-06251-7), S. 134-135.
7. ↑   Gerd Althoff, Hans-Werner Goetz, Ernst Schubert : Menschen im Schatten der Kathedrale. Neuigkeiten aus dem Mittelalter. Darmstadt: Wissenschaftliche Buchgesellschaft 1998, S. 5.
8. ↑  Lexikon des Mittelalters. Bd. V. München/Zürich: Artemis & Winkler 1991 (ISBN 3-8508-8905-X), Sp. 16-17.
9. ↑  Lexikon des Mittelalters. Bd. V. München/Zürich: Artemis & Winkler 1991 (ISBN 3-8508-8905-X), Sp. 16-18.
10. ↑  阿部謹也訳『ティル・オイレンシュピーゲルの愉快ないたずら』岩波文庫 1990年 （ISBN 4-00-324551-2）39-46頁。- 藤代幸一訳『ティル・オイレンシュピーゲルの愉快ないたずら』法政大学出版局 1979年 179-184頁。
11. ↑   Gerhard Köbler: Historisches Lexikon der deutschen Länder. 6. Aufl. München: C.H.Beck 1988 = Darmstadt: Wissenschaftliche Buchgesellschaft 1999, S. 261.
12. ↑  Lexikon des Mittelalters. Bd. V. München/Zürich: Artemis & Winkler 1991 (ISBN 3-8508-8905-X), Sp. 16.
13. ↑  秋山聰『聖遺物崇敬の心性史 西洋中世の聖性と造形』 講談社　2009 (ISBN 978-4-06-258441-8)、144、50-51頁。- Lexikon des Mittelalters. Bd. V. München/Zürich: Artemis & Winkler 1991 (ISBN 3-8508-8905-X), Sp. 20.
14. ↑  Brüder Grimm: Deutsche Sagen. Bd. 2. Herausgegeben von Hans-Jörg Uther. München: Diederichs 1993 (ISBN 3-424-01177-0), Nr. 462. ≫Kaiser Ludwig bauet Hildesheim≪(S. 414). によると、皇帝ルートヴィヒは常にマリア像を首にかけていたが、ある時森を騎行していて馬を降りた。その際マリア像を石の上に置いた。しばらくしてマリア像を取ろうとするが、取ることができない。王が跪き神に祈って訳を訊こうとする。すると「これから雪が降る範囲の土地にマリアのためにお堂（Tumb）を建てよ」の声がする。たちまち雪が降り始める。ルートヴィヒは「これは激しい雪（Hilde Schnee）だ、豪雪（Hildeschnee）と呼ぼう」と言った。こうして王は雪の降った土地に聖母マリアのために教会を建立した。そしてこの教会も町もヒルデシュネー、さらにヒルデスハイムと呼ばれるようになったという。
15. ↑  中日新聞 2023年7月1日、夕刊、E版、6面、【ベルリン＝時事】「世界最古の日刊紙 最終号　オーストリア　伝えた「11万6840日」」
16. ↑  Lexikon des Mittelalters. Bd. VII.  München: LexMA 1995 (ISBN 3-7608-8907-7), Sp. 418-419.